# Сичевска клисура
Сичевската клисура (на сръбски: Сићевачка клисура или Sićevačka klisura) е пролом по течението на река Нишава в Сърбия. Проломът е дълъг около 15,9 км и дълбок 350-400 м; свързва Нишкото поле и котловината на Бела паланка.
Проломът е разделен на две части – Горна и Долна клисура (Црънчанско-градищанска и Островичка клисура). Горната му част е по-къса и наподобява каньон, докато долната е по-ниска и има широки падини. На север проломът е свързан със Свърлижките дялове на Балкана, а на юг — с крайните дялове на Сува планина.
През Сичевската клисура преминава трансевропейският коридор номер 10 в частта си София - Ниш, който я прорязва с 13 тунела. Красивите природни дадености на пролома го правят притегателен за туристите. През 1977 г. Сичевската клисура е обявена за природен парк. Освен с туризъм, районът на клисурата е известен с винопроизводството и животновъдството си.